# Flo landskommun
Flo landskommun var en tidigare kommun i dåvarande Skaraborgs län.

## Administrativ historik
Kommunen inrättades i Flo socken i Åse härad i Västergötland när 1862 års kommunalförordningar trädde i kraft. 
Vid Kommunreformen 1952 uppgick kommunen i Grästorps landskommun som 1971 ombildades till Grästorps kommun.

## Politik

### Mandatfördelning i Flo landskommun 1938-1946
| 7 | 8 |

| 15 |

| 7 | 8 |

| 15 |

| 6 | 9 |

| 15 |